# A Kínai Népköztársaság tartományai
A Kínai Népköztársaság tartományai (kínai: 省, átírás: seng (sheng)), korábban tartomány szintű közigazgatási területek (省级行政区, Seng Csi Hszingcsengcsü (Sheng Ji Xingzhengqu)) vagy első szintű közigazgatási területek (一级行政区, Ji Csi Hszingcsengcsü (Yi Ji Xingzhengqu)), Kína legmagasabb szintű közigazgatási egységei. A 34 tartományba 23 tartomány (köztük Tajvan, amelyre igényt tart Kína, ám nem irányítja), négy nagyváros, öt autonóm terület és két különleges közigazgatási terület tartozik.
A Kínai Népköztársaság (KNK) nem adta fel a Kínai Köztársaságra (KK) vonatkozó teljes szuverenitási igényét, ugyanis Kína saját tartományának tekinti Tajvant. Szintén a Kínai Köztársasághoz tartozik néhány olyan sziget, amely korábban Fucsien (Fujian) tartományhoz tartoztak, ám az 1949-es polgárháború után ezeket felosztották a népköztársaság és a köztársaság között.
Minden tartomány (Hongkong és Makaó kivételével, amelyek különleges igazgatási területnek számítanak) rendelkezik a Kínai Kommunista Párt irányítása alá tartozó Tartományi Bizottsággal (省委, Sengvej (Shengwei)), amelynek vezetője a főtitkár (书记, sucsi (shuji)). A bizottmányi főtitkára a tartomány tényleges irányítója, a tartományi kormányzat kormányzója csak névleges vezetőnek számít.

## Tartomány
Tartomány: a tartományi kormányzatot névlegesen a főtitkár által vezetett tartományi bizottság irányítja. A bizottsági főtitkár a tartományért felelős legmagasabb személy, akit a tartományi kormányzat kormányzója követ a sorban.
A Kínai Népköztársaság igényt tart Tajvan-szigetére és a környező szigetekre, köztük Penghura, tartományként. A Csinmen (Jinmen)- és a Macu (Mazu)-szigeteket a Kínai Népköztársaság Fucsien (Fujianw) tartomány részének tekinti, a Pratasz-szigeteket és a Tajping (Taiping)-szigetet Kuangtung (Guangdong) és Hajnan (Hainan) tartományok részének. Ezek a területek jelenleg a Kínai Köztársasághoz (avagy Tajvan) tartoznak.

## További tartomány szintű területegységek

### Nagyvárosok
Közvetlenül irányított városok (直辖市, csehsziasi (zhixiashi)): magasabb szintű városok, amelyek közvetlenül a kínai kormány ellenőrzése alá esnek, tehát a státuszuk megegyezik a tartományokkal. A gyakorlatban a politikai státuszuk magasabban van a tartományoknál.

### Autonóm területek
Autonóm területek (自治区, cecsecsü (zizhiqu)): terület, amelyen valamilyen etnikai csoport nagyobb számú lakossága él. Ugyan elméletileg saját önkormányzattal és törvényhozó joggal rendelkeznek, a gyakorlatban ezt kevésbé tudják érvényesíteni. Az autonóm területek kormányzói általában a kisebbségi lakosság köreiből választják ki.

### Különleges közigazgatási területek
Különleges közigazgatási terület (特别行政区, töpie hszingcsengcsü (tebie xingzhengqu)): A Kínai Népköztársaság kiemelt autonóm és saját kormányzású szubnacionális területei, amelyek közvetlenül a Központi Népi Kormányzat alá tartoznak. A terület kormánya nem teljesen önálló, ugyanis az alaptörvények szerint a külpolitika és a honvédelem a központi kormányzat alá tartozik.

## Tartományi szintű területek listája
| GB | ISO   | Tartomány                                         | Kínai átírás                                                                  | Székhely                       | Népesség¹   | Népsűrűség² | Terület³  | Rövidítés          |
| -- | ----- | ------------------------------------------------- | ----------------------------------------------------------------------------- | ------------------------------ | ----------- | ----------- | --------- | ------------------ |
| BJ | CN-11 | Peking város                                      | 北京市 Pejcsing Si (Běijīng Shì)                                              | Peking                         | 19 612 368  | 1 167,40    | 16 800    | 京 Jīng            |
| TJ | CN-12 | Tiencsin (Tianjin) város                          | 天津市 Tiencsin Si (Tiānjīn Shì)                                              | Tiencsin (Tianjin)             | 12 938 224  | 1 144,46    | 11 305    | 津 Jīn             |
| HE | CN-13 | Hopej (Hebei) tartomány                           | 河北省 Hopej Seng (Héběi shěng)                                               | Sicsiacsuang (Shijiazhuang)    | 71 854 202  | 382,81      | 187 700   | 冀 Jì              |
| SX | CN-14 | Sanhszi (Shanxi) tartomány                        | 山西省 Sanhszi Seng (Shānxī Shěng)                                            | Tajjüan (Taiyuan)              | 35 712 111  | 228,48      | 156 300   | 晋 Jìn             |
| NM | CN-15 | Belső-Mongólia Autonóm Terület                    | 內蒙古自治区 Nej Menggu Cecsecsü (Nèi Měnggǔ Zìzhìqū)                         | Hohhot                         | 24 706 321  | 20,88       | 1 183 000 | 內蒙古 Nèi Měnggǔ  |
| LN | CN-21 | Liaoning tartomány                                | 辽宁省 Liaoning Seng (Liáoníng Shěng)                                         | Senjang (Shenyang)             | 43 746 323  | 299,83      | 145 900   | 辽 Liáo            |
| JL | CN-22 | Csilin (Jilin) tartomány                          | 吉林省 Csilin Seng (Jílín Shěng)                                              | Csangcsun (Changchun)          | 27 462 297  | 146,54      | 187 400   | 吉 Jí              |
| HL | CN-23 | Hejlungcsiang (Heilongjiang) tartomány            | 黑龙江省 Hejlungcsiang Seng (Hēilóngjiāng Shěng)                              | Harbin                         | 38 312 224  | 84,38       | 454 000   | 黑 Hēi             |
| SH | CN-31 | Sanghaj város                                     | 上海市 Sanghaj si (Shànghǎi Shì)                                              | Sanghaj                        | 23 019 148  | 3 630,20    | 6 341     | 沪 Hù              |
| JS | CN-32 | Csiangszu (Jiangsu) tartomány                     | 江苏省 Csiangszu Seng (Jiāngsū Shěng)                                         | Nanking (Nanjing)              | 78 659 903  | 766,66      | 102 600   | 苏 Sū              |
| ZJ | CN-33 | Csöcsiang (Zhejiang) tartomány                    | 浙江省 Csöcsiang Seng (Zhèjiāng Shěng)                                        | Hangcsou (Hangzhou)            | 54 426 891  | 533,59      | 102 000   | 浙 Zhè             |
| AH | CN-34 | Anhuj (Anhui) tartomány                           | 安徽省 Anhuj Seng (Ānhuī Shěng)                                               | Hofej (Hefei)                  | 59 500 510  | 425,91      | 139 700   | 皖 Wǎn             |
| FJ | CN-35 | Fucsien (Fujian) tartomány                        | 福建省 Fucsien Seng (Fújiàn Shěng)                                            | Fucsou (Fuzhou)                | 36 894 216  | 304,15      | 121 300   | 闽 Mǐn             |
| JX | CN-36 | Csianghszi (Jiangxi) tartomány                    | 江西省 Csianghszi Seng (Jiāngxī Shěng)                                        | Nancsang (Nanchang)            | 44 567 475  | 266,87      | 167 000   | 赣 Gàn             |
| SD | CN-37 | Santung (Shandong) tartomány                      | 山东省 Santung Seng (Shāndōng Shěng)                                          | Csinan (Jinan)                 | 95 793 065  | 622,84      | 153 800   | 鲁 Lǔ              |
| HA | CN-41 | Honan (Henan) tartomány                           | 河南省 Honan Seng (Hénán Shěng)                                               | Csengcsou (Zhengzhou)          | 94 023 567  | 563,01      | 167 000   | 豫 Yù              |
| HB | CN-42 | Hupej (Hubei) tartomány                           | 湖北省 Hupej Seng (Húběi Shěng)                                               | Vuhan (Wuhan)                  | 57 237 740  | 307,89      | 185 900   | 鄂 È               |
| HN | CN-43 | Hunan tartomány                                   | 湖南省 Hunan Seng (Húnán Shěng)                                               | Csangsa (Changsha)             | 65 683 722  | 312,77      | 210 000   | 湘 Xiāng           |
| GD | CN-44 | Kuangtung (Guangdong) tartomány                   | 广东省 Kuangtong Seng (Guǎngdōng Shěng)                                       | Kuangcsou (Guangzhou) (Kanton) | 104 303 132 | 579,46      | 180 000   | 粤 Yuè             |
| GX | CN-45 | Kuanghszi–Csuang (Guangxi–Zhuang) Autonóm Terület | 广西壮族自治区 Kuanghszi Csuang Cecsecsü (Guǎngxī Zhuàngzú Zìzhìqū)           | Nanning                        | 46 026 629  | 195,02      | 236 000   | 桂 Guì             |
| HI | CN-46 | Hajnan (Hainan) tartomány                         | 海南省 Hajnan Seng (Hǎinán Shěng)                                             | Hajkou (Haikou)                | 8 671 518   | 255,04      | 34 000    | 琼 Qióng           |
| CQ | CN-50 | Csungking (Chongqing) város                       | 重庆市 Csungcsing si (Chóngqìng Shì)                                          | Csungking (Chongqing)          | 28 846 170  | 350,50      | 82 300    | 渝 Yú              |
| SC | CN-51 | Szecsuan (Sichuan) tartomány                      | 四川省 Szecsuan Seng (Sìchuān Shěng)                                          | Csengtu (Chengdu)              | 80 418 200  | 165,81      | 485 000   | 川(蜀) Chuān (Shǔ) |
| GZ | CN-52 | Kujcsou (Guizhou) tartomány                       | 贵州省 Kujcsou Seng (Guìzhōu Shěng)                                           | Kujjang (Guiyang)              | 34 746 468  | 197,42      | 176 000   | 贵(黔) Guì (Qián)  |
| YN | CN-53 | Jünnan (Yunnan) tartomány                         | 云南省 Jünnan Seng (Yúnnán Shěng)                                             | Kunming                        | 45 966 239  | 116,66      | 394 000   | 云(滇) Yún (Diān)  |
| XZ | CN-54 | Tibeti Autonóm Terület                            | 西藏自治区 Hszicang Cecsecsü (Xīzàng Zìzhìqū)                                 | Lhásza                         | 3 002 166   | 2,44        | 1 228 400 | 藏 Zàng            |
| SN | CN-61 | Senhszi (Shaanxi) tartomány                       | 陕西省 Senhszi Seng (Shǎnxī Shěng)                                            | Hszian (Xi'an)                 | 37 327 378  | 181,55      | 205 600   | 陕(秦) Shǎn (Qín)  |
| GS | CN-62 | Kanszu (Gansu) tartomány                          | 甘肃省 Kanszu Seng (Gānsù Shěng)                                              | Lancsou (Lanzhou)              | 25 575 254  | 56,29       | 454 300   | 甘(陇) Gān (Lǒng)  |
| QH | CN-63 | Csinghaj (Qinghai) tartomány                      | 青海省 Csinghaj Seng (Qīnghǎi Shěng)                                          | Hszining (Xining)              | 5 626 722   | 7,80        | 721 200   | 青 Qīng            |
| NX | CN-64 | Ninghszia-Huj (Ningxia–Hui) Autonóm Terület       | 宁夏回族自治区 Ninghszia Hujcu Cecsecsü (Níngxià Huízú Zìzhìqū)               | Jincsuan (Yinchuan)            | 6 301 350   | 94,89       | 66 400    | 宁 Níng            |
| XJ | CN-65 | Hszincsiang-Ujgur Autonóm Terület (Xinjiang)      | 新疆维吾尔自治区 Hszincsiang Vejvuer Cecsecsü (Xīnjiāng Wéiwú'ěr Zìzhìqū)     | Ürümcsi                        | 21 813 334  | 13,13       | 1 660 400 | 新 Xīn             |
| HK | CN-91 | Hongkong speciális közigazgatási terület          | 香港特别行政区 Hsziangkang Töpie Hszingcsengcsü (Xiānggǎng Tèbié Xíngzhèngqū) | Hongkong                       | 7 061 200   | 6 396,01    | 1 104     | 港 Gǎng            |
| MC | CN-92 | Makaó speciális közigazgatási terület             | 澳门特别行政区 Aomen Töpie Hszingcsengcsü (Àomén Tèbié Xíngzhèngqū)           | Makaó                          | 552 300     | 19 044,82   | 29        | 澳 Ào              |

Megjegyzések:
¹: 2010-ben
²: / km²
³: km²
°: a zárójelben lévő rövidítés/szimbólum nem hivatalos
*: az 1949-es alapítása óta a Kínai Népköztársaság Tajvant a 23. tartományának tekinti. Tajvan azonban a Kínai Köztársaság ellenőrzése alá esik a Penghu-szigetekkel, a Csinmen-szigetekkel és a Macu-szigetekkel együtt. Továbbra is vita tárgyát képezi, hogy Tajvan a Kínai Népköztársaság részét képezi-e vagy sem.